# التطبيع السوري التركي
يشير مصطلح التطبيع السوري التركي إلى محاولات استعادة العلاقات التركية السورية التي تضررت في أعقاب الحرب الأهلية السورية. وكانت تركيا تعتبر حليفة لسوريا قبل عام 2011. وقد انقطعت العلاقات الدبلوماسية بين البلدين اعتبارًا من 26 مارس 2012.
يعود تاريخ المسعى الصريح الأولي إلى أغسطس 2022، عندما أعلن وزير الخارجية التركي مولود جاويش أوغلي عن إمكانية استعادة العلاقات التركية السورية إلى حالتها السابقة. وكان هذا مشروطا بتقديم الحكومة السورية ضمانات بالتفاعلات الإيجابية بين الجيران، بما في ذلك التدابير الرامية إلى حماية الحدود ومكافحة الإرهاب والأنشطة الانفصالية.
إن موقف نظام الأسد هو أنه لن يكون هناك تقدم في المفاوضات ما لم تسحب تركيا قواتها من الأراضي السورية. وقد سعت الأطراف التي رعت المصالحة التركية السورية إلى عقد قمة بين زعيمي البلدين. ولا يدعم الائتلاف الوطني المعارض هذه المبادرة ولا يعارضها. وفي ديسمبر 2022، عُقدت قمة ثلاثية في موسكو بين وزراء دفاع سوريا وتركيا وروسيا. وفي 7 يوليو 2024، صرّح الرئيس التركي أردوغان أنه يمكنه دعوة الأسد إلى اجتماع في تركيا في أي وقت.
أشار المحللون إلى أن العقبة الرئيسية أمام استكمال عملية المصالحة التركية السورية هي إيران والاحتلال التركي المستمر للأراضي السورية. في نوفمبر وديسمبر 2024، انهارت قوات الحكومة السورية بسرعة في مواجهة تقدم قوات المعارضة بقيادة هيئة تحرير الشام وبدعم من الجماعات المتمردة المدعومة من تركيا من الجيش الوطني السوري. وفي الوقت نفسه، صرح أردوغان أن الأسد فشل في فهم قيمة اليد الممدودة من تركيا.

## الخلفية
تدهورت العلاقات بين سوريا وتركيا بشكل كبير في أوائل العقد الأول من القرن الحادي والعشرين، وخاصة بعد اندلاع الحرب الأهلية السورية في عام 2011. في البداية، كانت تركيا قد أقامت علاقات وثيقة مع سوريا تحت قيادة رجب طيب أردوغان وبشار الأسد، مع التركيز على التعاون الاقتصادي والمشاركة الدبلوماسية. ومع ذلك، أدى دعم تركيا للمعارضة السورية ومطالبتها باستقالة الأسد ردًا على حملة الحكومة السورية العنيفة على الاحتجاجات إلى حدوث خلاف حاد بين البلدين. كان هذا واضحًا في إعلان أنقرة في 26 مارس 2012 بإغلاق سفارتها في دمشق لإظهار عدم موافقتها على الأسد. ومع ذلك، ظلت القنصلية في حلب مفتوحة. في يونيو 2012، أسقطت القوات المسلحة السورية طائرة مقاتلة تركية فوق المياه الإقليمية السورية. أصبحت تركيا لاعباً رئيسياً في دعم الفصائل المناهضة للأسد، واستضافة ملايين اللاجئين السوريين، والسماح للجماعات المتمردة باستخدام أراضيها، مما أدى إلى تعميق التوترات. وتصاعد الصراع مع تزايد تورط تركيا في العمليات العسكرية في شمال سوريا، والتي تهدف إلى مواجهة الجماعات الكردية التي تعتبرها منظمات إرهابية والتخفيف من تدفق اللاجئين. كما أدى تورط روسيا وإيران إلى جانب الحكومة السورية إلى تعقيد موقف تركيا، مما ساهم في توتر العلاقات السورية التركية.
ولكن بحلول أوائل عشرينيات القرن الحادي والعشرين، بدأت الديناميكيات الإقليمية في التحول. فقد أبدت تركيا، التي تواجه تحديات اقتصادية ومشهدًا جيوسياسيًا معقدًا، استعدادها لتطبيع العلاقات مع الدول المجاورة، بما في ذلك سوريا. وكان إعادة بناء العلاقات مدفوعًا باعتبارات براجماتية، مثل معالجة المخاوف الأمنية على طول الحدود، وإدارة تدفقات اللاجئين، والضغوط الاقتصادية. وأدت المحادثات التي توسطت فيها روسيا وغيرها من الجهات الفاعلة الإقليمية، فضلاً عن الاتجاه الأوسع للتقارب في الشرق الأوسط، إلى خطوات تدريجية نحو تحسين العلاقات. وبحلول عام 2022، في حين لم يتحقق التطبيع الكامل بعد، كانت هناك جهود ملحوظة للحد من الأعمال العدائية وفتح قنوات الاتصال بين أنقرة ودمشق.

## المشاكل

### اللاجئون
إن أحد أهم المحفزات لتقارب تركيا مع حكومة بشار الأسد هي أزمة اللاجئين المستمرة منذ 13 عامًا. مؤخرًا، أعربت الأحزاب والقوى السياسية التركية عن رغبتها في إعادة اللاجئين السوريين. وقد أدت الاشتباكات وأعمال العنف بين المواطنين الأتراك والمقيمين السوريين في تركيا إلى توتر بين المعارضة السورية والسلطات التركية. كما أن وجود ملايين اللاجئين يخلق أعباءً على الاقتصاد التركي الذي يواجه صعوبات. وتعد العودة الآمنة للاجئين إلى المدن الكبرى أحد شروط تركيا لاستئناف العلاقات.[بحاجة لمصدر]

### الانفصالية
من المعترف به أن كلا الطرفين يشعر بالقلق إزاء التطلعات الانفصالية التي أظهرتها الإدارة الذاتية في شمال شرق سوريا، والتي تأسست في عام 2016. وتهدف قوات سوريا الديمقراطية إلى تنظيم انتخابات في هذه المنطقة، وهو الاقتراح الذي تعارضه أنقرة بشدة.

### المصالحة السورية
وتدعو تركيا إلى حل للصراع السوري على أساس المفاوضات بين المعارضة الرسمية والحكومة في دمشق التي تؤدي إلى تشكيل حكومة وحدة وطنية شاملة.

## الخط الزمني
- 11 أغسطس 2022 – أعلن وزير الخارجية التركي مولود جاويش أوغلي، أنه أجرى محادثة قصيرة مع نظيره السوري فيصل المقداد، على هامش اجتماع حركة عدم الانحياز في أكتوبر 2021. وتقع احتجاجات في مناطق المعارضة السورية.[13]
- 23 أغسطس 2022 – وزير الخارجية التركي يعلن أن بلاده ليس لديها شروط مسبقة للحوار مع سوريا.[14]
- سبتمبر 2022، أفادت تقارير أن رئيس الاستخبارات التركية خاقان فيدان زار دمشق[15]
- 16 سبتمبر 2022 – ذكرت صحيفة حريت أن أردوغان أراد مقابلة الأسد في قمة منظمة شانغهاي للتعاون في أوزبكستان.[16]
- 17 مارس 2023 – وفي مقابلة خلال زيارته لروسيا، وصف الرئيس الأسد الرئيس أردوغان بأنه عضو في جماعة الإخوان المسلمين، مؤكداً أن العلاقات السورية التركية لا تساوي شيئاً أمام المصلحة العليا لأجندة الإخوان المسلمين الانتهازية، معلناً في الوقت نفسه استعداده للقاء أردوغان أو أي شخص آخر إذا كان ذلك يخدم مصالح سوريا وينهي الحرب ويوقف نزيف الدم.[17]
- 3 سبتمبر 2023 – اجتماع في موسكو للدول الثلاث على مستوى نواب وزراء الخارجية بالإضافة إلى إيران.[18][19]
- 25 سبتمبر 2023 – وزراء دفاع الدول الأربع يجتمعون في موسكو لبحث تعزيز الأمن في سوريا والتطبيع بين أنقرة ودمشق.[20][21]
- 7 مايو 2023 – رفع تعليق عضوية سوريا في جامعة الدول العربية.[22]
- 28 مايو 2023 – فاز الرئيس أردوغان بولاية جديدة مدتها خمس سنوات، وثارت شكوك حول إمكانية مواصلة مسار التطبيع.
- 17 يوليو 2023 – يقول الرئيس أردوغان إنه مستعد للقاء الرئيس الأسد، لكن وضع الانسحاب كشرط للحوار أمر «غير مقبول».[23] وأضاف أن القضية هي تعاملهم معنا. إنهم يريدون من تركيا أن تغادر شمال سوريا. وهذا لا يمكن أن يحدث، لأننا نحارب الإرهاب.
- 19 يوليو 2023 – قيادات في قوات سوريا الديمقراطية تحذر من التطبيع.[24]
- 9 أغسطس 2023 – وفي مقابلة له قال الأسد: هدفنا هو انسحاب تركيا من الأراضي السورية، لكن أردوغان يريد إضفاء الشرعية على وجود تركيا، وبالتالي لا يمكن عقد لقاء بشروط أردوغان.[25]
- 5 سبتمبر 2023 – أردوغان ينتقد سوريا ويقول إنها لا تتخذ خطوات إيجابية نحو التطبيع
- 28 مايو 2024 – ودعا حليف أردوغان، زعيم حزب الحركة القومية، دولت بهجلي، إلى التعاون العسكري مع الحكومة السورية.[26]
- 17 يونيو 2024 – ذكرت صحيفة آيدنليك أن اجتماعا عقد بين وفد عسكري من القوات المسلحة التركية ووفد عسكري سوري في قاعدة حميميم باللاذقية، في استئناف للمفاوضات التي توقفت منذ فترة. كما أفادت التقارير أن الاجتماع المقبل سيعقد في بغداد بالعراق.[27]
- 26 يونيو 2024 – وأكد الأسد خلال لقائه المبعوث الروسي لافرينتييف أن بلاده منفتحة على كل المبادرات المتعلقة بالعلاقات مع تركيا.
- 7 يوليو 2024 – صرح الرئيس التركي أردوغان أنه من الممكن أن يدعو الأسد إلى اجتماع في تركيا في أي وقت.[28]
- في أوائل سبتمبر 2024 – صرح وزير الخارجية الروسي سيرجي لافروف أن تركيا مستعدة لسحب قواتها من سوريا.
- 10 سبتمبر 2024 – خلال اجتماع للجامعة العربية في القاهرة، انسحب وزير الخارجية فيصل المقداد والوفد المرافق له عندما ألقى وزير الخارجية التركي المدعو هاكان فيدان كلمته.[29] وقد عُزي ذلك إلى رفض دمشق حضور أنقرة.[30]
- 3 نوفمبر 2024 – كشف وزير الخارجية التركي فيدان أن حكومة بشار الأسد ليست مستعدة لتطبيع العلاقات مع تركيا أو التوصل إلى اتفاق مع المعارضة لإنهاء الصراع.[31]
- 13 نوفمبر 2024 – أعرب الرئيس أردوغان عن تفاؤله بشأن اللقاء مع الأسد لتوجيه العلاقات التركية السورية إلى المسار الصحيح. وأضاف: «يجب علينا تفكيك الهياكل الإرهابية بين بلدينا. لسنا نحن من يهدد سلامة الأراضي السورية. إن المنظمات الإرهابية، وخاصة حزب العمال الكردستاني وفرعه السوري، حزب الاتحاد الديمقراطي، هي التي تشكل التهديد. والتهديد لا يأتي حتى من السوريين في الخارج».[32]
- 27 نوفمبر 2024 – شنت فصائل المعارضة المسلحة وهيئة تحرير الشام المتمركزة في إدلب هجمات على مدن وبلدات في شمال غرب سوريا، وتسيطر على مناطق كبيرة.[33]
- 2 ديسمبر 2024 – أكد وزير الخارجية التركي فيدان أن غياب الحوار مع المعارضة يعود إلى بشار الأسد، وأن الهجوم الأخير لم يكن نتيجة تدخل خارجي.[34]
- 6 ديسمبر 2024 – أكد أردوغان أن الأسد لم يفهم قيمة اليد الممدودة من تركيا.[35]
- 7 ديسمبر 2024 – ذكرت شبكة «سي إن إن» أن مسؤولين أميركيين يعتقدون أن تركيا أعطت الضوء الأخضر لهيئة تحرير الشام لإطلاق عمليتها.[36]

## ردود الفعل
- إيران: رحب وزير الخارجية الإيراني حسين أمير عبد اللهيان، اليوم الثلاثاء 13 يناير 2023، بتحسن العلاقات بين سوريا وتركيا.[37]
- العراق: وشاركت العراق في وساطة التقارب بين أنقرة ودمشق على نطاق واسع منذ أبريل 2024.